# Philippine Institute of Volcanology and Seismology
Il Philippine Institute of Volcanology and Seismology (PHIVOLCS) (Istituto filippino di vulcanologia e sismologia) è un organo ufficiale filippino sottoposto all'autorità del Ministero delle Scienze e della Tecnologia il cui scopo è di prevedere le attività vulcaniche e sismiche e di mitigarne gli effetti attraverso gli strumenti appropriati di cui ha disponibilità.
L'istituto venne riorganizzato nella sua attuale forma nel 1984 dall'ordine esecutivo n°984 firmato dall'allora Presidente delle Filippine Ferdinand Marcos.